# Championnat de Corée du Sud de football de troisième division
 (décembre 2020).
Le contenu est difficilement compréhensible vu les erreurs de traduction, qui sont peut-être dues à l'utilisation d'un logiciel de traduction automatique.
Le championnat de Corée du Sud de football D3 (K3 League) est une compétition de football semi-professionnelle en Corée du Sud. Créé en 2007, il est considéré comme le troisième niveau  de la ligue de football sud-coréenne. En 2017, il était divisé en une K3 League Advanced (quatrième niveau) et une K3 League Basic (cinquième niveau) avec un système de promotion et de relégation. En 2020, l'ancienne Ligue nationale coréenne et la K3 League Advanced ont disparu et sont fusionnées dans la K3 League.

## Histoire
2007 a été la saison inaugurale de la Ligue K3, et dix équipes ont participé à la compétition.
La saison s'est déroulée suivant un système en deux étapes, chaque équipe rencontrant l'autre une fois à chaque étape pour un total combiné de dix-huit matches (neuf dans chaque étape). Les vainqueurs des deux étapes, respectivement le Hwasung Shinwoo Electronics FC et Seoul United, ainsi que les deux équipes ayant le meilleur bilan global des deux étapes, le Cheonan FC et le Yongin FC, ont participé aux éliminatoires du championnat. Seoul United est sorti vainqueur des éliminatoires du championnat, battant le Hwasung Shinwoo Electronics FC 3-0 au total. Les quatre équipes ayant participé auxéliminatoires ont obtenu une place dans la compétition de la FA Cup 2008.
Sept nouveaux clubs se sont inscrits avant la saison 2008 avec un seul des membres fondateurs, Daegu Korea Powertrain, qui se retire de l'organisation de la ligue.
Après la première étape de la saison 2008, Changwon United s'est retiré de la ligue en raison d'un problème financier. À la fin de la saison 2008, le Seoul Pabal FC a été dissous parce que certains de ses joueurs étaient impliqués dans le scandale des matchs truqués de la Ligue K3.
Depuis la saison 2009, trois nouveaux clubs se sont inscrits pour porter le total des clubs en compétition à 17.
Le 1er décembre 2009, il a été annoncé que le Seoul Yangcheon FC, le Yeonggwang FC et le Chuncheon Citizen FC rejoindraient la ligue pour la saison 2010. Les neuf premiers du classement gagneraient une place dans la compétition de la FA Cup de l'année prochaine. La KFA a également annoncé que les étudiants de premier cycle ne seraient pas autorisés à jouer à partir de la saison 2012.
Le 15 janvier 2010, KFA a annoncé le calendrier de la ligue pour la saison 2010. Le Seoul Yangcheon FC a reporté son adhésion à la ligue jusqu'à la saison 2011. Le Jeonju Ongoeul FC s'est retiré et est maintenant disparu.
La K3 League a été renommée Challengers League avant le début de la saison 2011.
La saison 2013 a commencé avec le Hwaseong FC comme nouvelle équipe. Le Namyangju United FC, cependant, s'est retiré et le Bucheon FC 1995 est parti après avoir reçu l'autorisation de rejoindre la K-League. Cela a laissé dix-huit équipes pour disputer la saison.
En janvier 2014, le jour de la rencontre, Asan United s'est retiré de la ligue avec l'intention de revenir en 2015. Le FC Uijeongbu, formé à la fin de la saison 2013 en tant que club de citoyens, a rejoint la ligue pour 2014. Cela signifiait que le nombre total d'équipes est resté à dix-huit. Un autre changement mineur de la ligue a été rendu public la semaine avant le début de la saison. Le nom de la ligue, pour la saison 2014, a été officiellement changé de Challengers League à K3 League Challengers.
En janvier 2015, pour éviter de confondre avec K League Challenge, le nom de la ligue a été changé pour K3 League. [2]
En 2017, la Ligue K3 a introduit le système de division. Le nom de la première division est K3 League Advanced, tandis que celui de la deuxième division est devenu K3 League Basic.
En 2020, l'ancienne Ligue nationale coréenne et K3 League Advanced ont été absorbées par la troisième division et ont été rebaptisées K3 League.

## L'Histoire du Nom de la Ligue
- 2007–2010: K3 League
- 2011–2013: Challengers League
- 2014: K3 Challengers League
- 2015–2016: K3 League
- 2017–2019: K3 League (K3 League Advanced / K3 League Basic)
- 2020–présent: K3 League

## Format de Compétition
En 2008, la saison s'est déroulée en deux étapes, les vainqueurs de chaque étape et les deux finalistes se qualifiant pour les éliminatoires du championnat d'après-saison. Si dans le cas où la même équipe remporte les deux étapes, il n'y aura pas de playoffs.
En 2009, les éliminatoires du championnat ont été abolies. Chaque club a joué les deux autres deux fois, une fois à son stade d'origine et une fois à celui de ses adversaires, pour un total de 32 matchs.
La saison 2010 s'est déroulée du 13 mars au 30 octobre. Les 16 équipes de la ligue sont réparties dans le groupe A et le groupe B - huit dans le groupe A, huit dans le groupe B. Chaque équipe affronte deux fois l'autre équipe du même groupe. , à domicile et à l'extérieur, l'équipe de l'autre groupe une fois, à domicile ou à l'extérieur, pour un total de 22 matchs. Les deux vainqueurs de groupe et deux finalistes se qualifient pour les éliminatoires du championnat.
Dans la saison 2015, les 18 équipes de la ligue sont divisées en groupe A et groupe B - neuf dans le groupe A, neuf dans le groupe B. Chaque équipe affronte l'autre équipe du même groupe deux fois, à domicile et à l'extérieur, l'autre groupe. équipe une fois, à domicile ou à l'extérieur, pour un total de 25 matchs. Les deux vainqueurs de groupe, deux finalistes, deux 3e place se qualifient pour les éliminatoires du championnat. [3]
En saison 2016, les 20 équipes s'affrontent en une seule division. Chaque équipe se joue une fois pour un total de 19 matchs. Après la saison régulière, les 11 meilleures équipes se qualifieront pour la K3 League Advanced 2017. Le vainqueur des séries éliminatoires de 4 équipes classées du 12 au 15 se qualifiera également pour la K3 League Advanced 2017. Les 8 équipes restantes participeront à la K3 League Basic 2017. [4]
En 2017, chaque équipe K3 Advance s'est affrontée deux fois pour un total de 22 matchs. Chaque équipe K3 Advance s'est affrontée à domicile et à l'extérieur pour un total de 16 matchs. Les 11e et 12e équipes K3 Advance sont reléguées dans la Ligue de base K3. Le champion de l'équipe K3 Basic est promu au rang K3 Advance. Les 2ème, 3ème, 4ème, 5ème de l'équipe de base de K3 ont des éliminatoires et le vainqueur des éliminatoires est promu. [5]
Au cours de la saison 2020, l'ancienne Ligue nationale coréenne et la précédente K3 League Advanced seront absorbées par le troisième niveau et ont été rebaptisées K3 League. la ligue K3 comptera 16 équipes qui auront disputé un tournoi à la ronde à un stade, pour un total de 30 matchs. Il n'y aura pas de promotion au niveau supérieur puisque la K League 2 se joue sous le système de ligue différent. cependant, les équipes pourront se reléguer en K4 League.

## Palmarès par saison
| Saison | Champion           | Finaliste                                            | Meilleur buteur |
| ------ | ------------------ | ---------------------------------------------------- | --------------- |
| 2020   | Mairie de Gimhae   | Gyeongju Korea Hydro and Nuclear Power Football Club |                 |
| 2021   | Gimpo FC           | Cheonan City FC                                      |                 |
| 2022   | Mairie de Changwon | Paju Citizen                                         |                 |
| 2023   | Hwaseong FC        | FC Mokpo                                             |                 |
| 2024   | Siheung Citizen FC | Hwaseong FC                                          |                 |

## Clubs
| Équipe             | Ville      | Stade                               | Fondé | Joint | Entraîneur      | Position                     |
| ------------------ | ---------- | ----------------------------------- | ----- | ----- | --------------- | ---------------------------- |
| Busan TC FC        | Busan      | Busan Gudeok Stadium                | 2006  | 2020  | Park Sang-In    | 5th in the 2019 N League     |
| Changwon City FC   | Changwon   | Changwon Football Center            | 2005  | 2020  | Park Hang-seo   | 8th in the 2019 N League     |
| Cheonan City FC    | Cheonan    | Cheonan Football Center             | 2008  | 2020  | Kim Tae-young   | 2nd in the 2019 N League     |
| Cheongju FC        | Cheongju   | Heungdeok Football Patk             | 2004  | 2020  | Seo Won-sang    | 9th in the 2019 K3 Advanced  |
| Chuncheon FC       | Chuncheon  | Chuncheon Stadium                   | 2010  | 2020  | Kim Yong-ho     | 10th in the 2019 K3 Advanced |
| Daejeon Korail FC  | Daejeon    | Daejeon Hanbat Sports Complex       | 2003  | 2020  | Kim Seung-hee   | 4th in the 2019 N League     |
| Gangneung City FC  | Gangneung  | Gangneung Stadium                   | 2003  | 2020  | Park Moon-Young | 1st in the 2019 N League     |
| Gimhae FC          | Gimhae     | Gimhae Public Stadium               | 2008  | 2020  | Kim Gwi-Hwa     | 7th in the 2019 N League     |
| Gimpo Citizen      | Gimpo      | Gimpo City Stadium                  | 2013  | 2020  | Yoo Jong-wan    | 4th in the 2019 K3 Advanced  |
| Gyeongju Citizen   | Gyeongju   | Gyeongju Civic Stadium              | 2008  | 2020  | Kim Jin-hyung   | 2nd in the 2019 K3 Advanced  |
| Gyeongju KHNP      | Gyeongju   | Gyeongju Civic Stadium              | 2003  | 2020  | Uh Yong-kuk     | 3rd in the 2019 N League     |
| Hwaseong FC        | Hwaseong   | Hwaseong Stadium                    | 2013  | 2020  | Kim Jong-boo    | 1st in the 2019 K3 Advanced  |
| Jeonju Citizen FC  | Jeonju     | Jeonju Stadium                      | 2007  | 2020  | Jung Jin-hyuk   | 2nd in the 2019 K3 Basic     |
| Mokpo City FC      | Mokpo      | Mokpo International Football Center | 2010  | 2020  | Kim Jung-Hyuk   | 6th in the 2019 N League     |
| Pyeongtaek Citizen | Pyeongtaek | Sosabeol Reports Town               | 2017  | 2020  | Lee Ho-joon     | 11th in the 2019 K3 Advanced |
| Yangju Citizen     | Yangju     | Yangju Stadium                      | 2007  | 2020  | Lee Seung-hee   | 3rd in the 2019 K3 Basic     |